# 西灣國殤紀念墳場
西灣國殤紀念墳場（英語：Sai Wan War Cemetery）是香港的一座墳場，位於香港島東區柴灣（又稱西灣）以南的黑角頭一帶，墳場始建於1946年，主要安葬在香港保衛戰為香港捐軀的盟軍軍人，香港政府於1953年以撥地契約將墳場的土地交予「英聯邦戰爭公墓委員會」，成為該委員會在香港建造及管理的四個墳場之一，其餘三個分別是鄰近本墳場的歌連臣角軍人墳場，在南區赤柱的赤柱國殤紀念墳場，以及在元朗區牛潭尾的稼軒盧軍營（新田軍營前身）內設立的廓爾喀軍人墳場（「廓爾喀」即啹喀），但該墳場在1997年6月30日因香港主權移交而一度關閉，現在會於特定日子與清明節開放進行公祭及進行悼念儀式。

## 悼念
在香港保衛戰爆發前夕，加拿大曾經派出兩營士兵增援香港英軍，日本在1941年12月8日發動太平洋戰爭並進攻香港，有大量加拿大士兵在香港抵抗日軍入侵時戰死，於12月19日陣亡的羅遜准將成爲加拿大軍在二戰期間戰死的最高級軍官，而在香港淪陷後又有大量軍人死於環境惡劣的日軍戰俘營，這段慘烈的香港戰史在香港特區政府主導的歷史科課程改動下已甚少被提及，香港經改版後的歷史教科書也將之忽略，就連博物館也未能反映歷史實況，反而加拿大的歷史科比香港更深入教導學生這段香港歷史，而在戰後，加拿大駐港總領事館除了會於每年12月在國殤紀念墳場舉行悼念活動，加拿大總理每當訪港時，也會前往西灣國殤紀念墳場悼念陣亡將士。
2005年1月，加拿大總理馬丁訪問香港，並前往西灣國殤紀念墳場出席為保衞香港而捐軀人士的悼念活動。
2009年12月及2012年11月11日的和平紀念日，加拿大總理史提芬·哈珀都在到訪香港期間前往西灣國殤紀念墳場出席悼念在保衛香港而捐軀的人士的儀式。
2016年9月6日，加拿大總理賈斯汀·杜魯多在訪港期間前往西灣國殤紀念墳場向在香港犧牲的加拿大將士獻上花圈，並向歷史學家Tony Banham了解更多加拿大軍人在香港參戰的經歷。此外，在重光紀念日（8月30日）或香港保衛戰爆發的12月8日前後的最接近假日亦有退伍軍人等團體在墳場舉辦悼念活動。

## 建築物

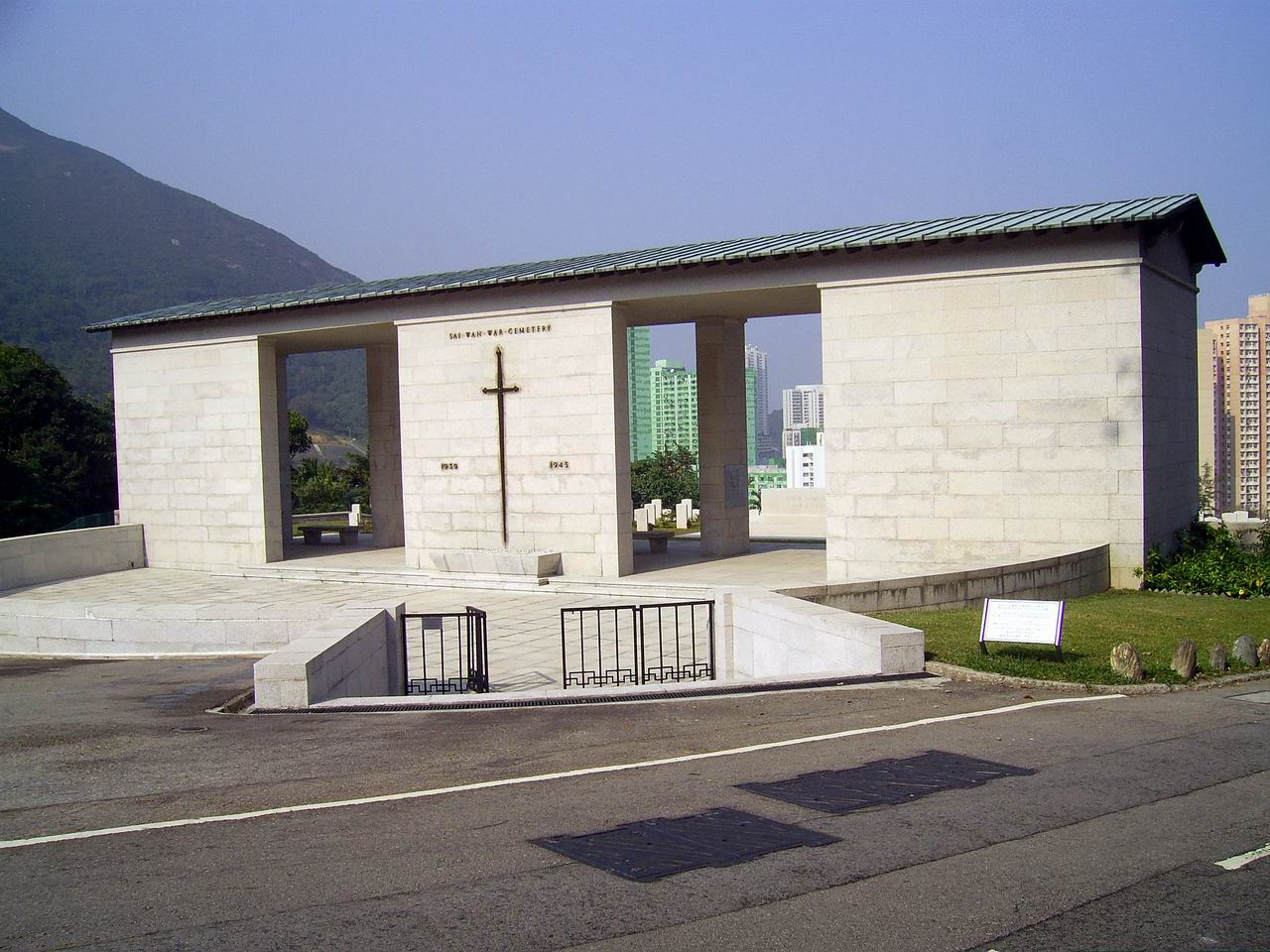
西灣國殤紀念墳場入口的紀念亭

西灣國殤紀念墳場由英國建築師奧基斯（Colin St Clair Oakes）設計。墳場的入口在歌連臣角道，這處建有一座紀念亭，紀念亭的正面有墳場的名字、一把如十字架的長劍，並且註有代表第二次世界大戰年份的「1939」及「1945」的字樣。在紀念亭內的紀念牆，刻有在香港保衛戰中陣亡或死於戰俘營的2,071位軍人的名字，他們的遺骸或墓地已不可尋獲，其中有1,319人是英軍、228人是加拿大軍、287人是英屬印度陸軍，以及237位香港本地的香港義勇防衛軍軍人。國殤紀念墳場鑲有兩塊特別的碑石，其中一塊是西灣火化紀念碑，碑上載有144位軍人的名字，他們因為信奉印度教或錫克教等宗教，所以遺體也依照他們的宗教信仰而採用火葬；另一塊紀念碑載有72名在兩次大戰在中國捐軀的英聯邦軍人的名字，原因是他們在當地的墳墓已無法得到適當的保存。還有72名是在一次大戰陣亡的英軍軍人，他們在1914年進攻德意志帝國在青島的租界時戰死，名字也被刻在紀念亭上。
紀念亭後的墓園入口有一座紀念所有陣亡軍人的白色方柱狀碑石，這是常見於世界各地英聯邦軍人墳場的「國殤石」（Stone of Remembrance），最初由英國建築師鲁琴斯設計，西灣國殤紀念墳場的「國殤石」的正面刻有（THEIR NAME LIVETH FOR EVERMORE）的碑文，翻譯為中文即是「他們的英名永垂不朽」。墓園共有1,578個墳墓，葬有59名海軍、1,406名陸軍、67名空軍、18名商船隊隊員、20名香港本土軍人及8名平民，部分遺骸是在二戰結束後由台灣遷葬於此，當中有444位英聯邦軍人未能辨識身份。國籍包括1,013名英國人、283名加拿大人、104名印度人、53名香港人、33名澳洲人、1名新西蘭人、1名緬甸人、72名荷蘭人，及18位其他國籍的人。墳場在1946年剛剛啟用時，因為製作和雕刻碑石需時，所以在墳墓旁暫時豎立木造的十字架用以標識被埋葬者的身份，直至1950年代中後期才換上用石雕刻的墓碑。

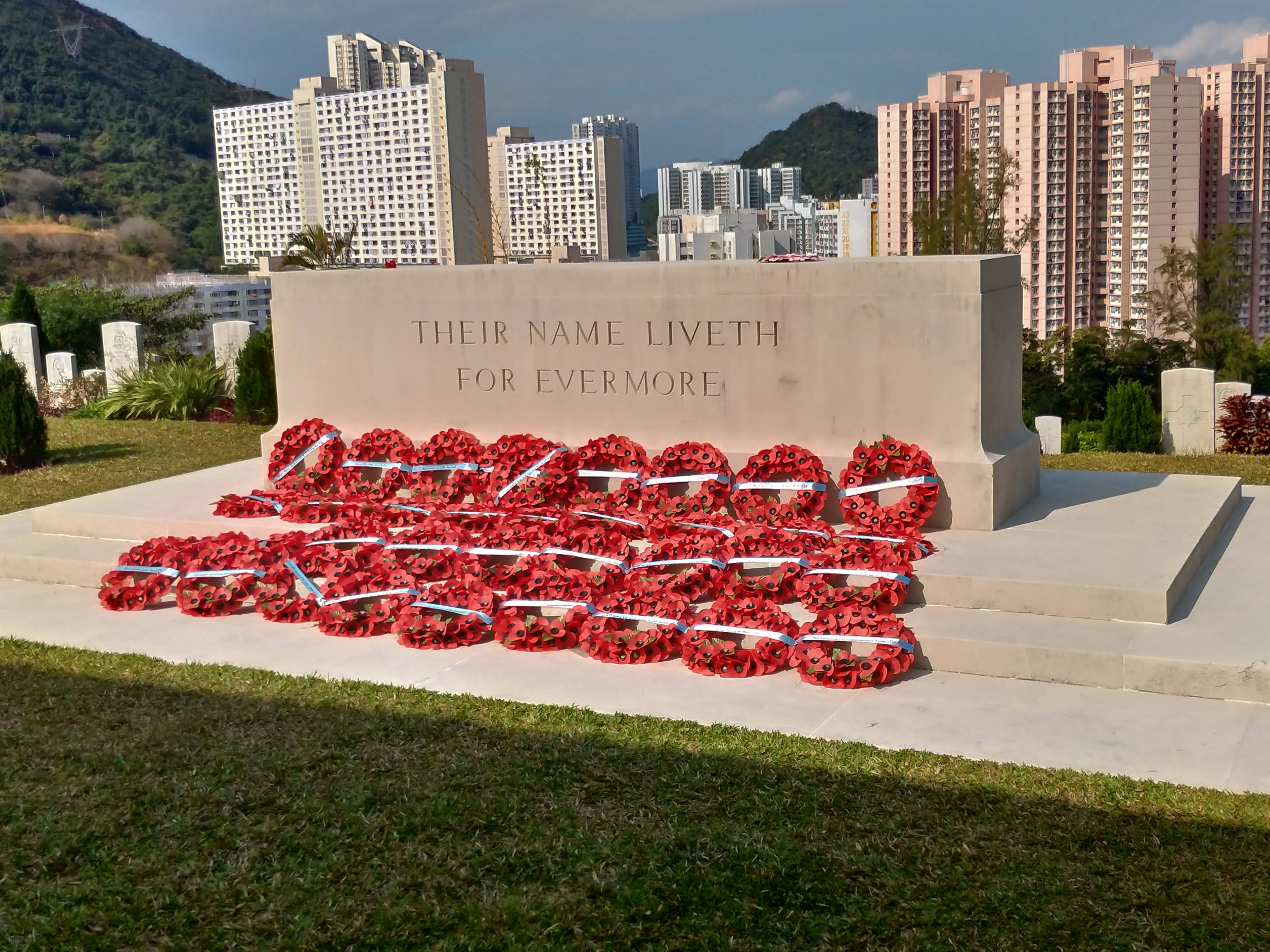
悼念所有陣亡軍人的「國殤石」
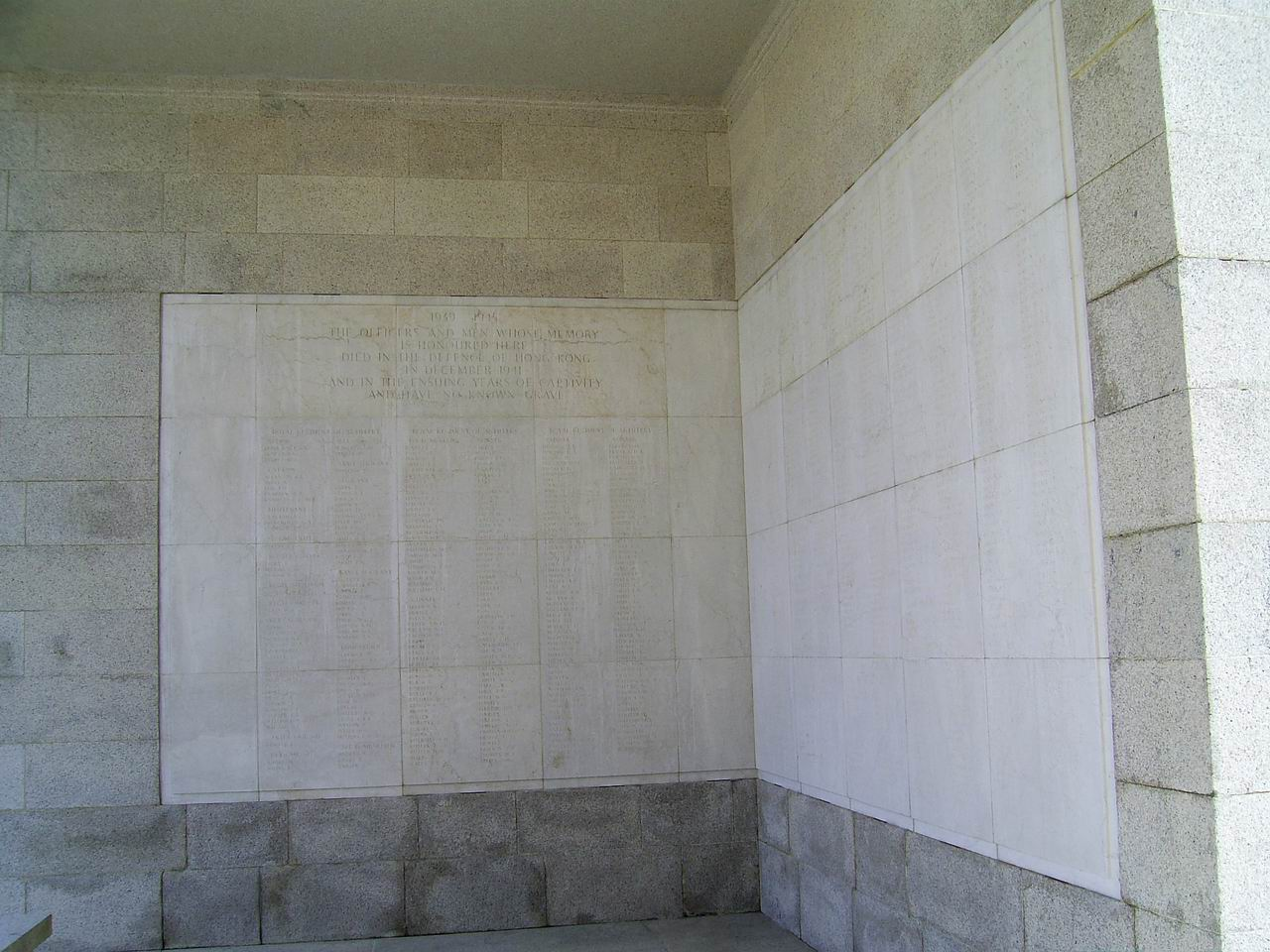
在紀念亭的紀念牆上刻有殉難者的名字
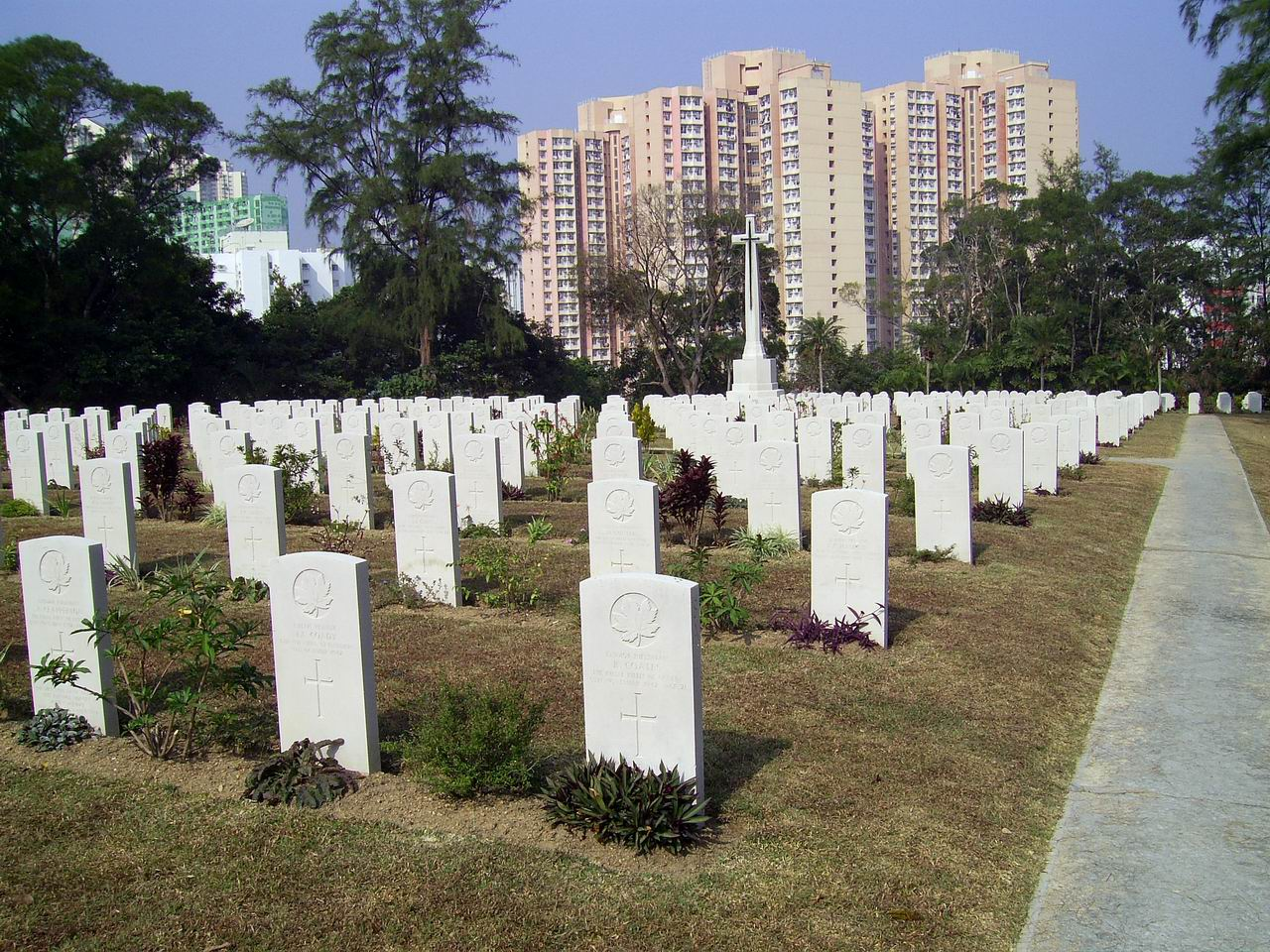
加拿大軍人主要葬於墓園的後段
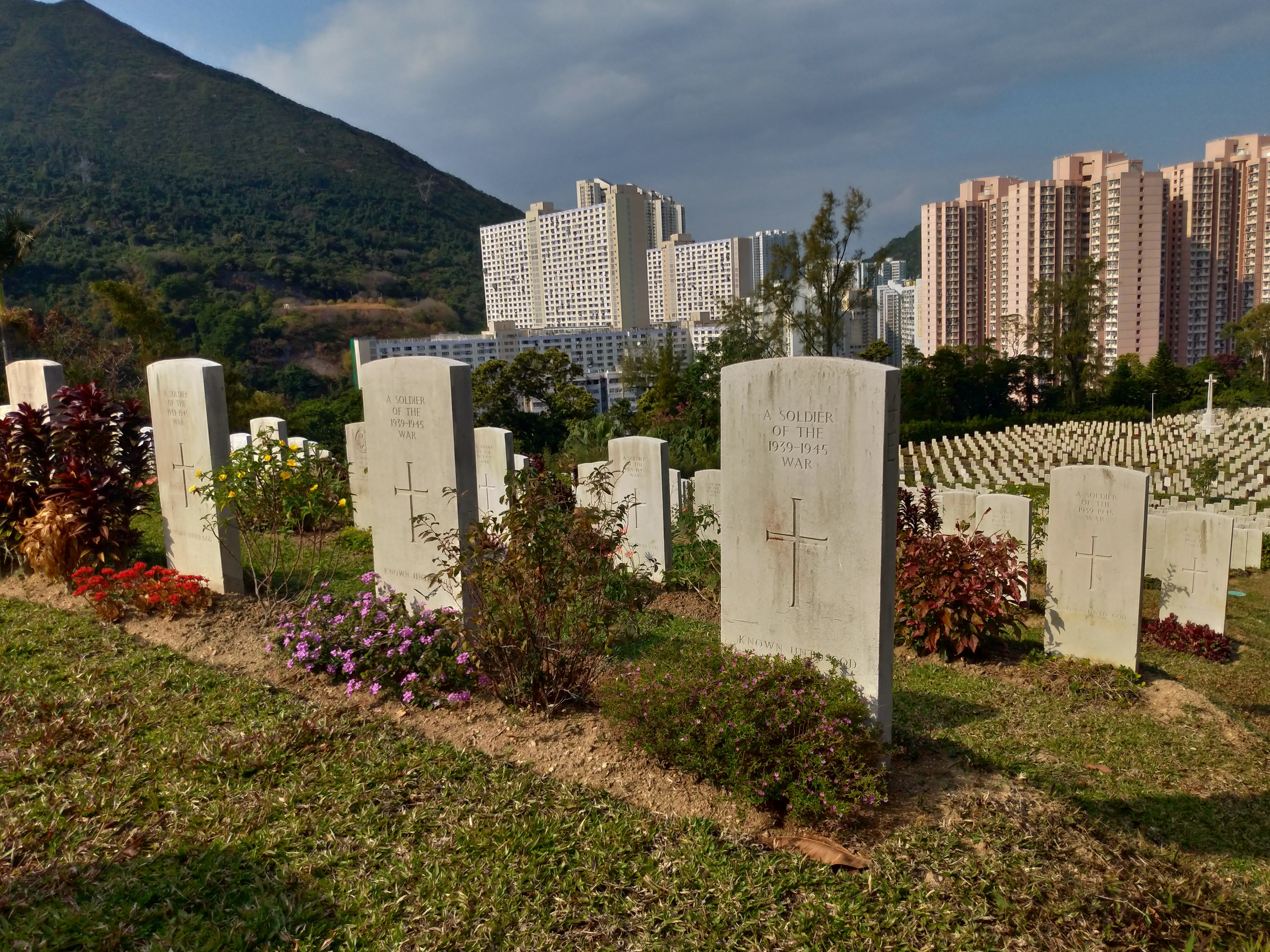
未能確認身份的香港守軍軍人墓碑
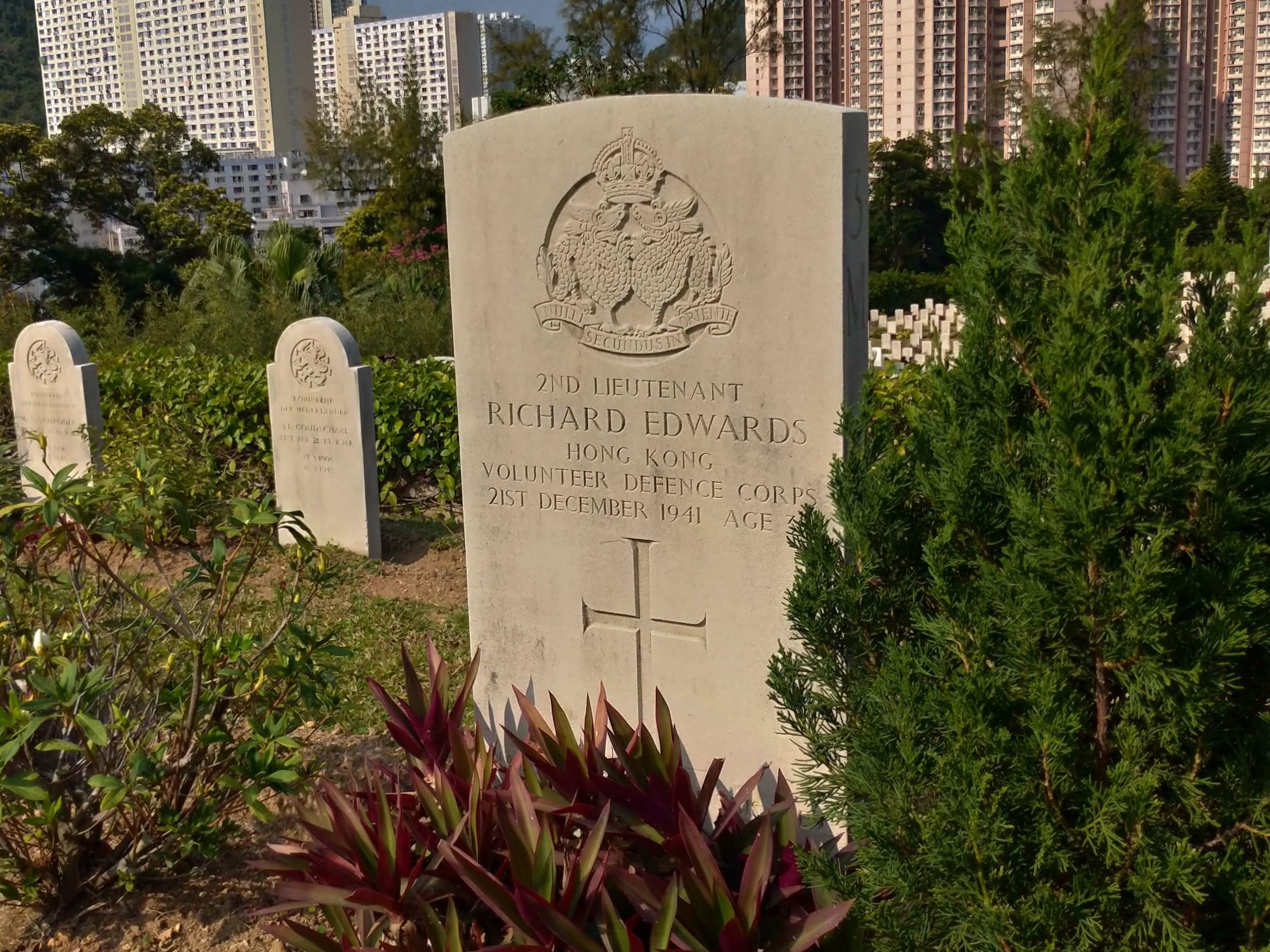
香港義勇防衛軍的陣亡士兵墓碑
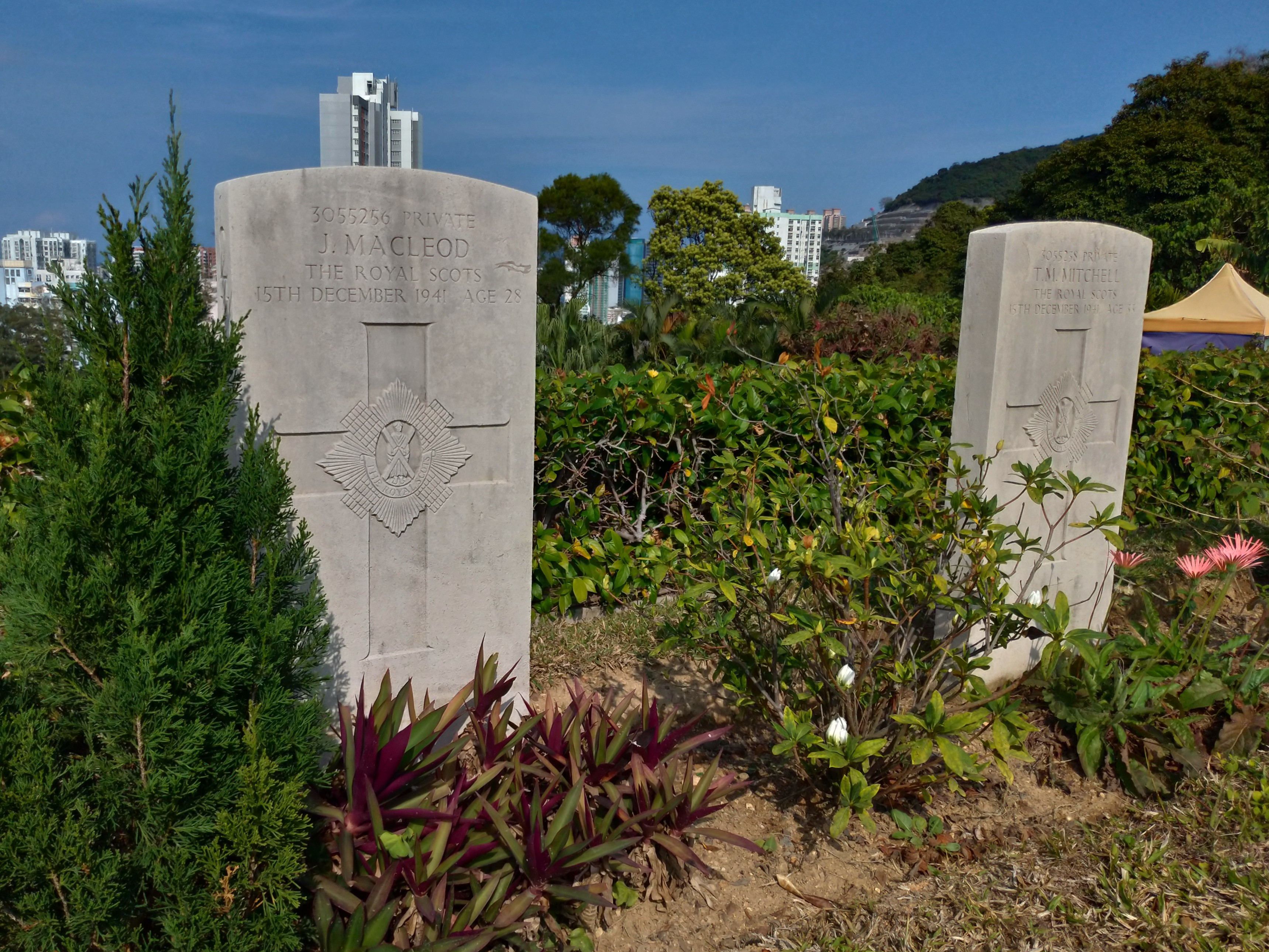
皇家蘇格蘭兵團第2營的陣亡士兵墓碑
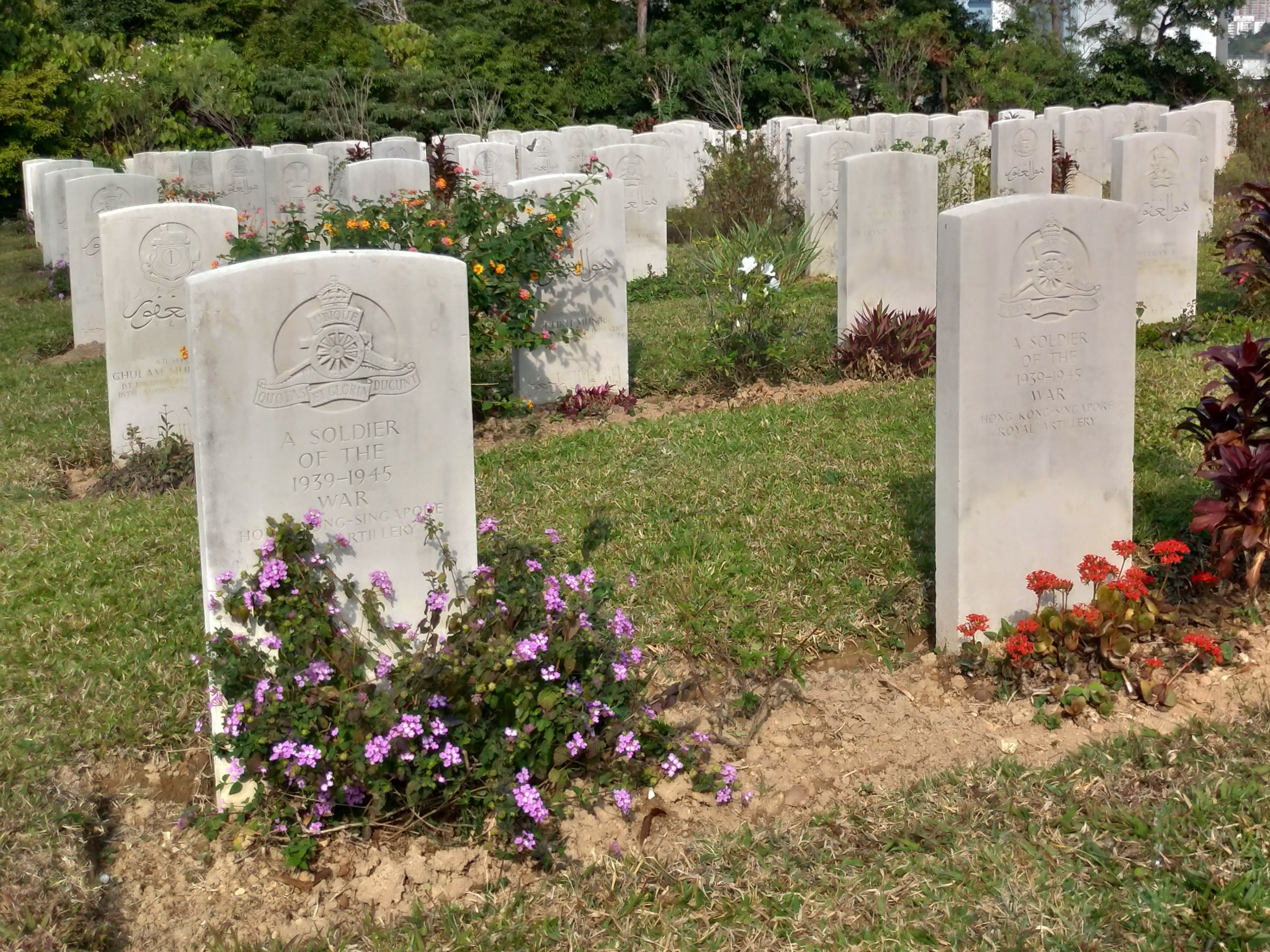
香港星加坡皇家炮兵團第1香港團的陣亡士兵墓碑
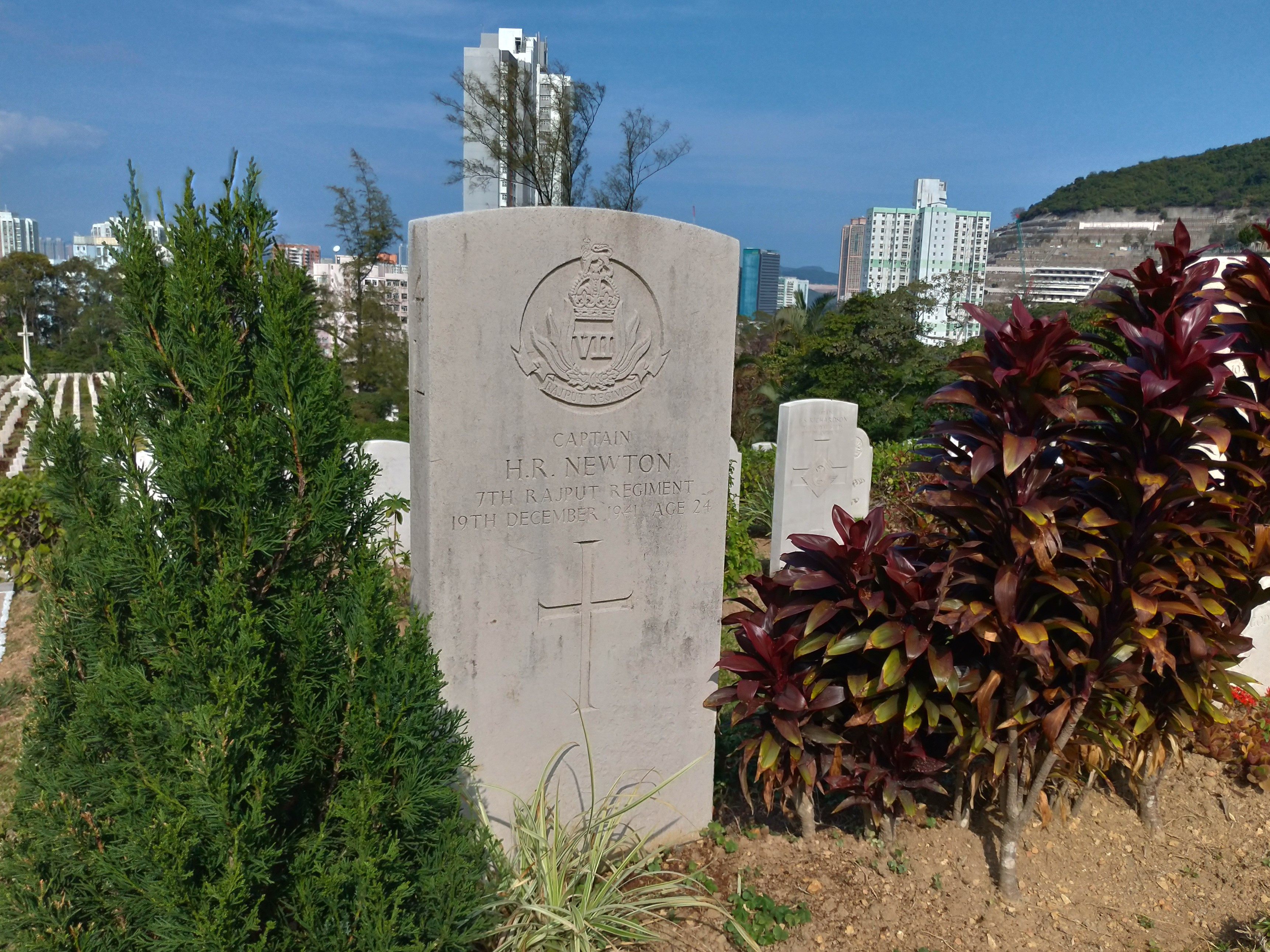
第7拉吉普兵團（英语：7th Rajput Regiment）第5營的陣亡士兵墓碑
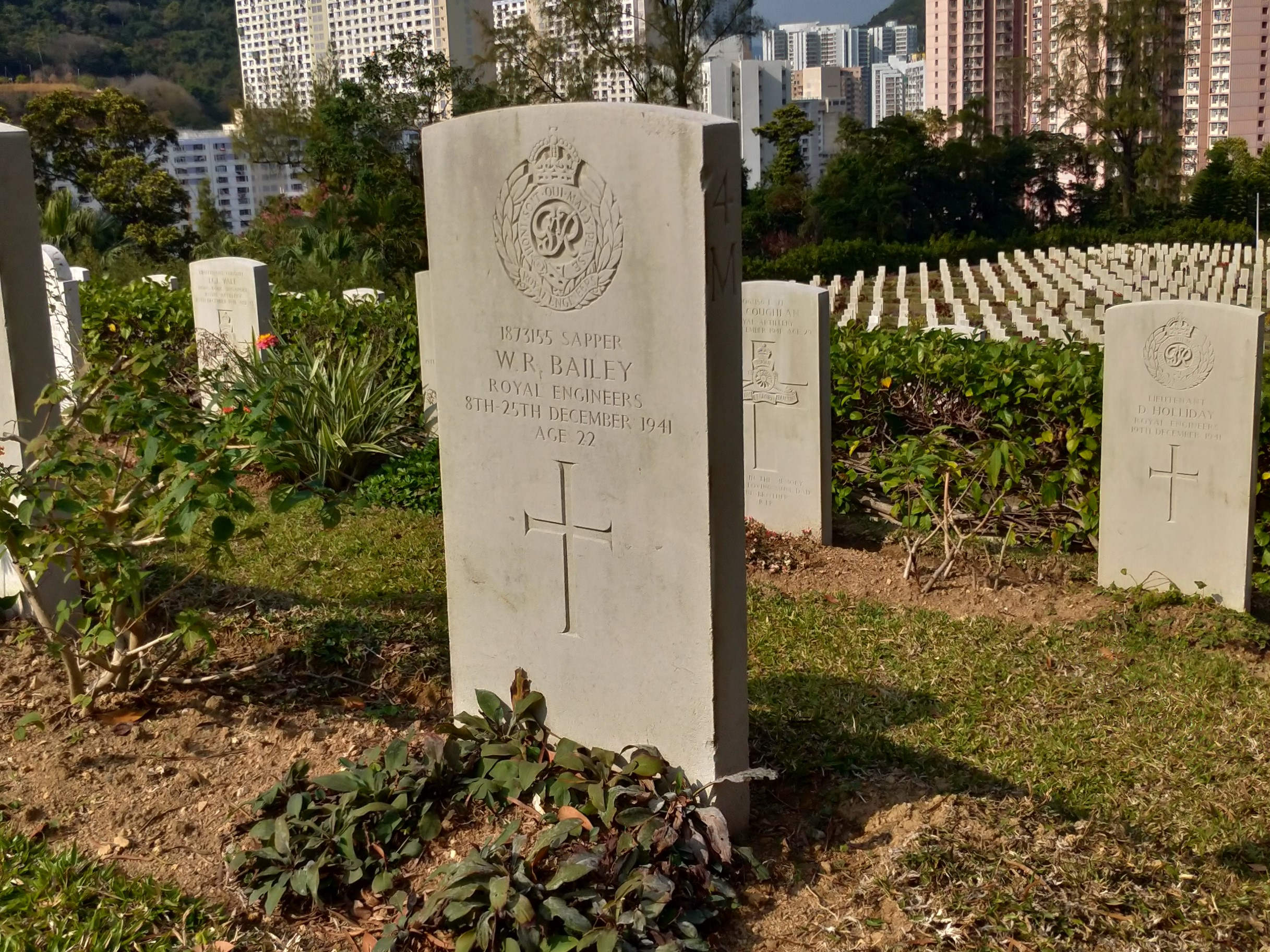
皇家工兵的陣亡士兵墓碑
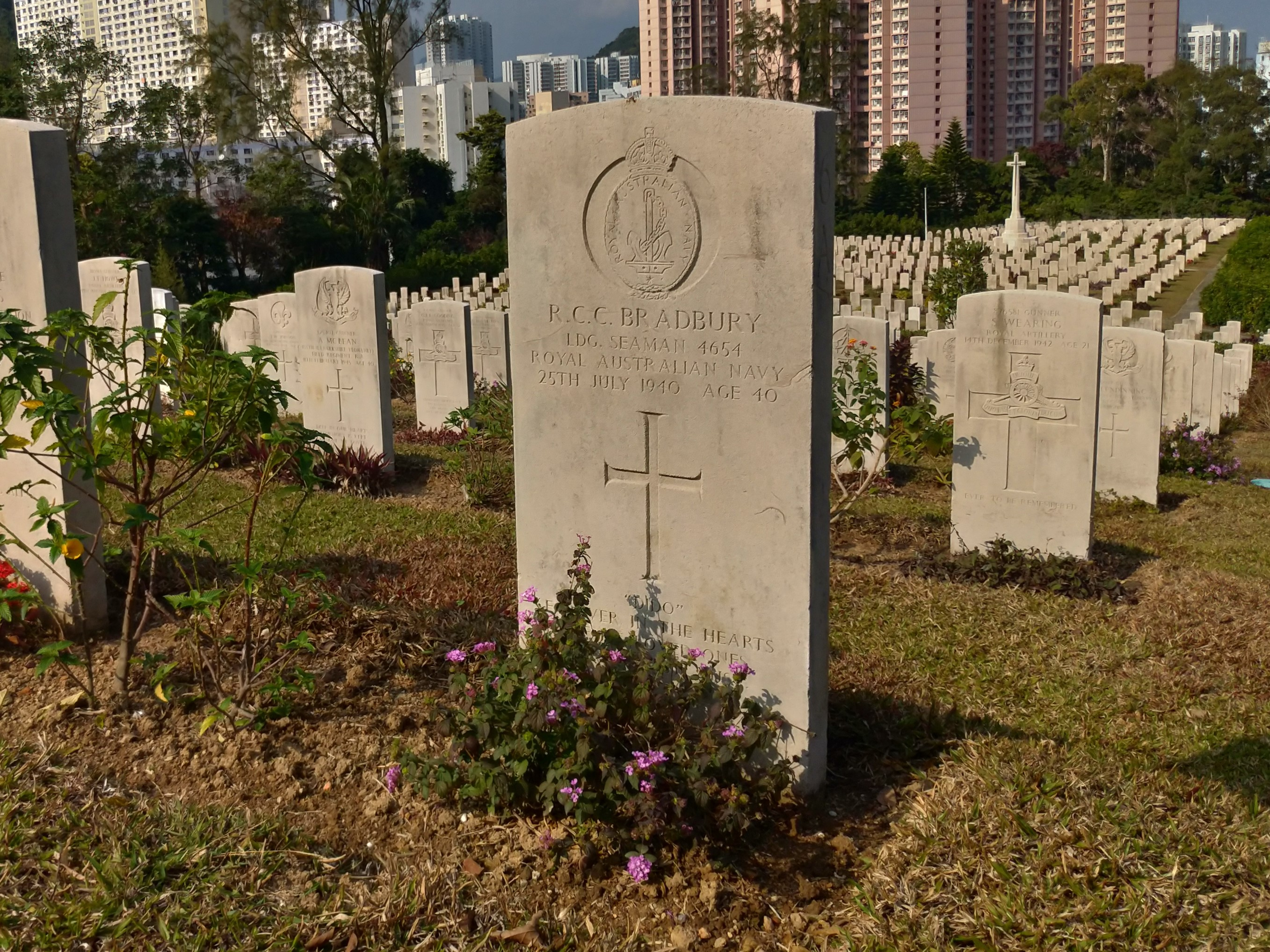
澳洲皇家海軍的陣亡海員墓碑

## 鄰近的喪葬場所
- 歌連臣角軍人墳場
- 柴灣歌連臣角天主教聖十字架墳場
- 歌連臣角火葬場
- 歌連臣角回教墳場
- 香港佛教墳場

## 參閲
- 香港保衛戰
- 赤柱軍人墳場

## 外部連結
- 3分半鐘：直擊西灣紀念儀式
- 星期日專題：我們丟失的　不只是一天假期 遺忘了的重光紀念日（页面存档备份，存于）

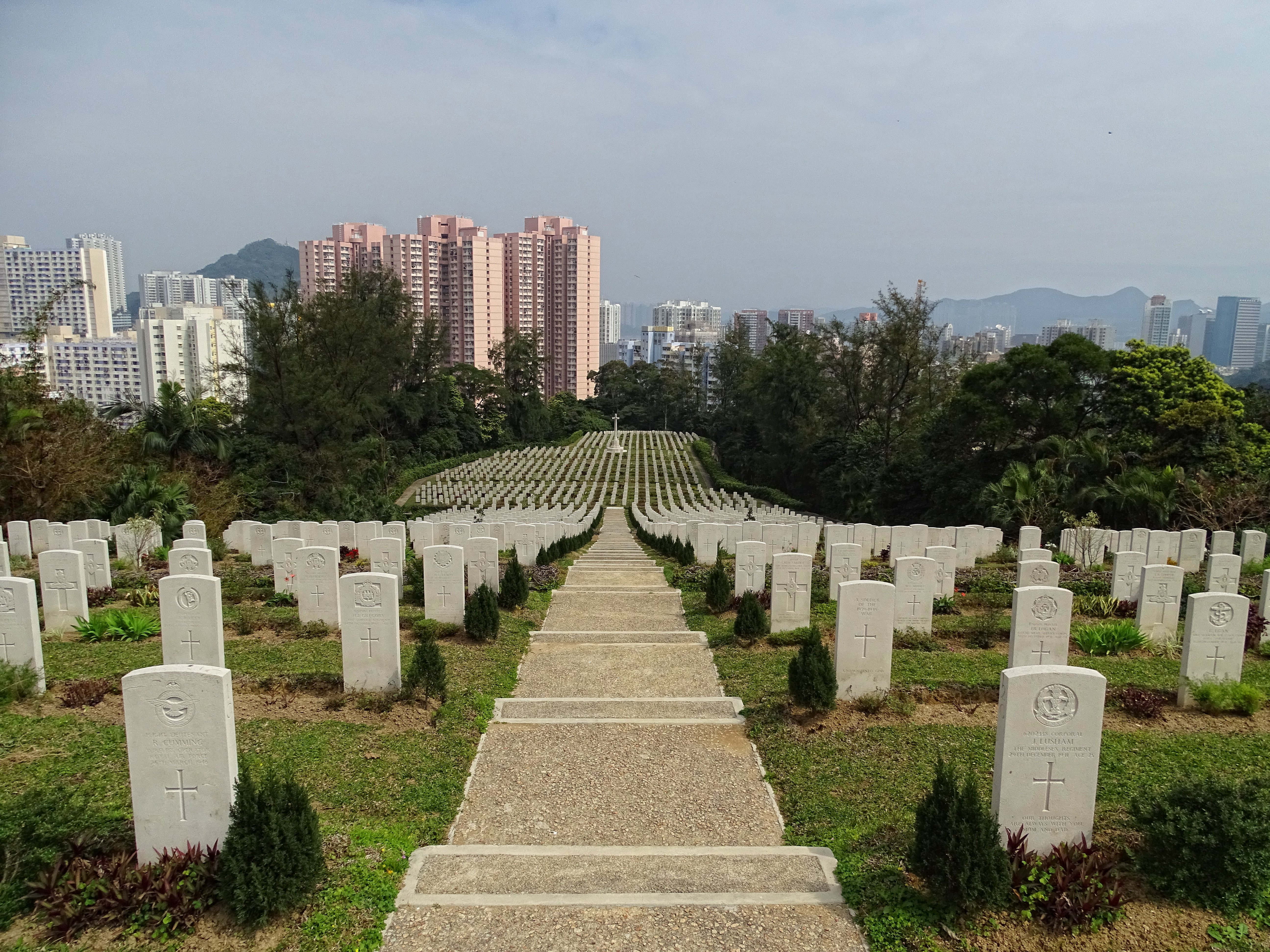
西灣國殤紀念墳場

- CWGC: Sai Wan (China) Memorial（页面存档备份，存于）, Sai Wan War Cemetery（页面存档备份，存于）
- 主場新聞：We Will Remember Them
- 從街道建築找歷史: 海防博物館便「負隅頑抗 － 加拿大部隊與香港保衛戰」展覽與西灣戰爭墳場（页面存档备份，存于）
- 慕光英文書院：加拿大國殤紀念日
- 東方日報：墓園探秘給孩子補課（页面存档备份，存于）、我恒我訴：戰爭的可怕（页面存档备份，存于）

 维基共享资源上的相關多媒體資源：西灣國殤紀念墳場